# Henry Chapman Mercer

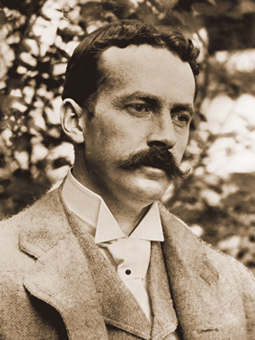
Henry Chapman Mercer um 1900

Henry Chapman Mercer (* 24. Juni 1856 in Doylestown, Pennsylvania; † 9. März 1930 ebenda) war ein US-amerikanischer Archäologe, Kunstsammler, Fliesenhersteller und Erbauer dreier markanter Bauwerke in Doylestown: Sein Wohnhaus Fonthill, die Fliesenfabrik Moravian Pottery and Tile Works und das Mercer Museum, die alle drei vollständig aus Stahlbeton gebaut wurden.

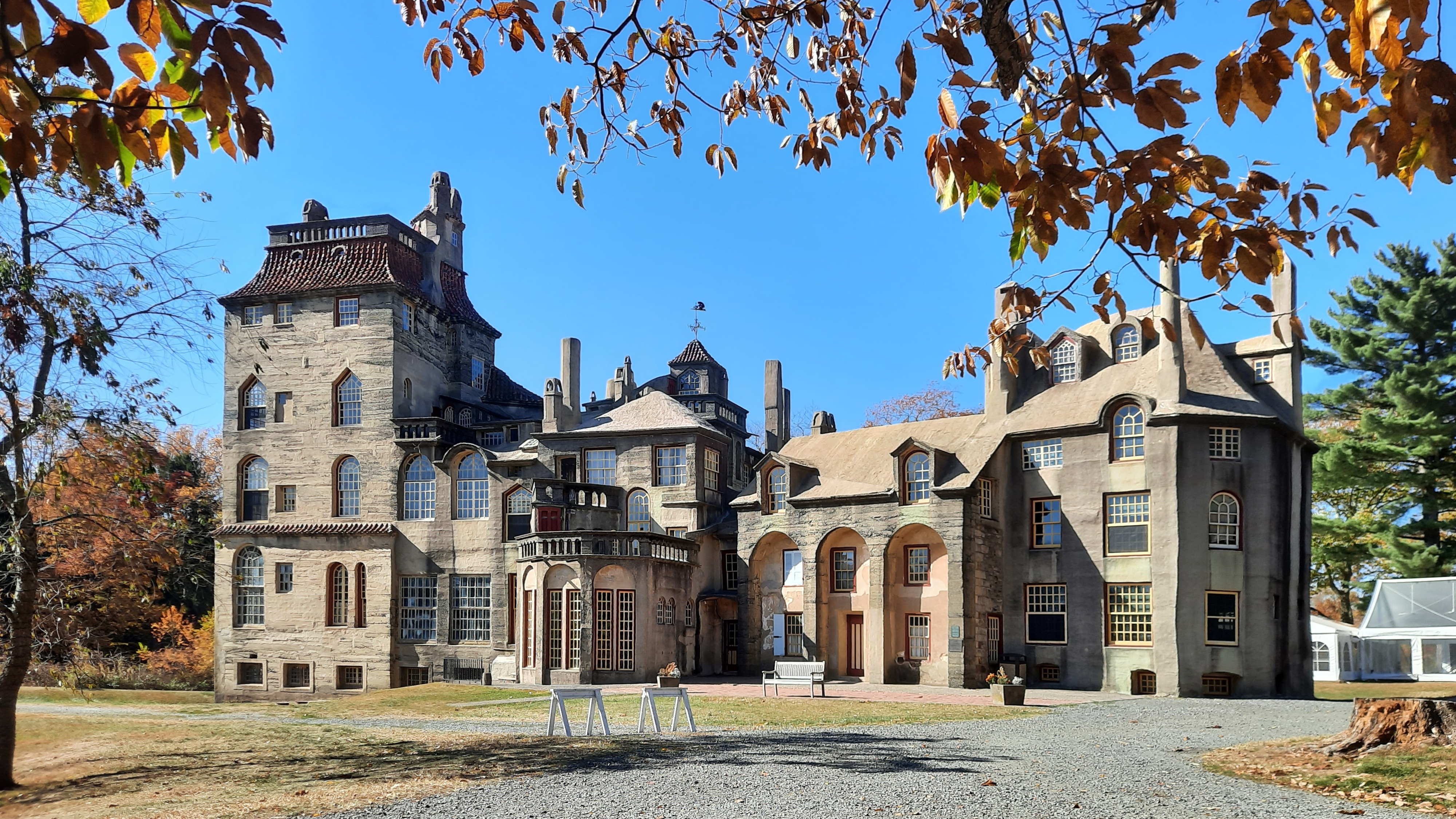
Fonthill Castle

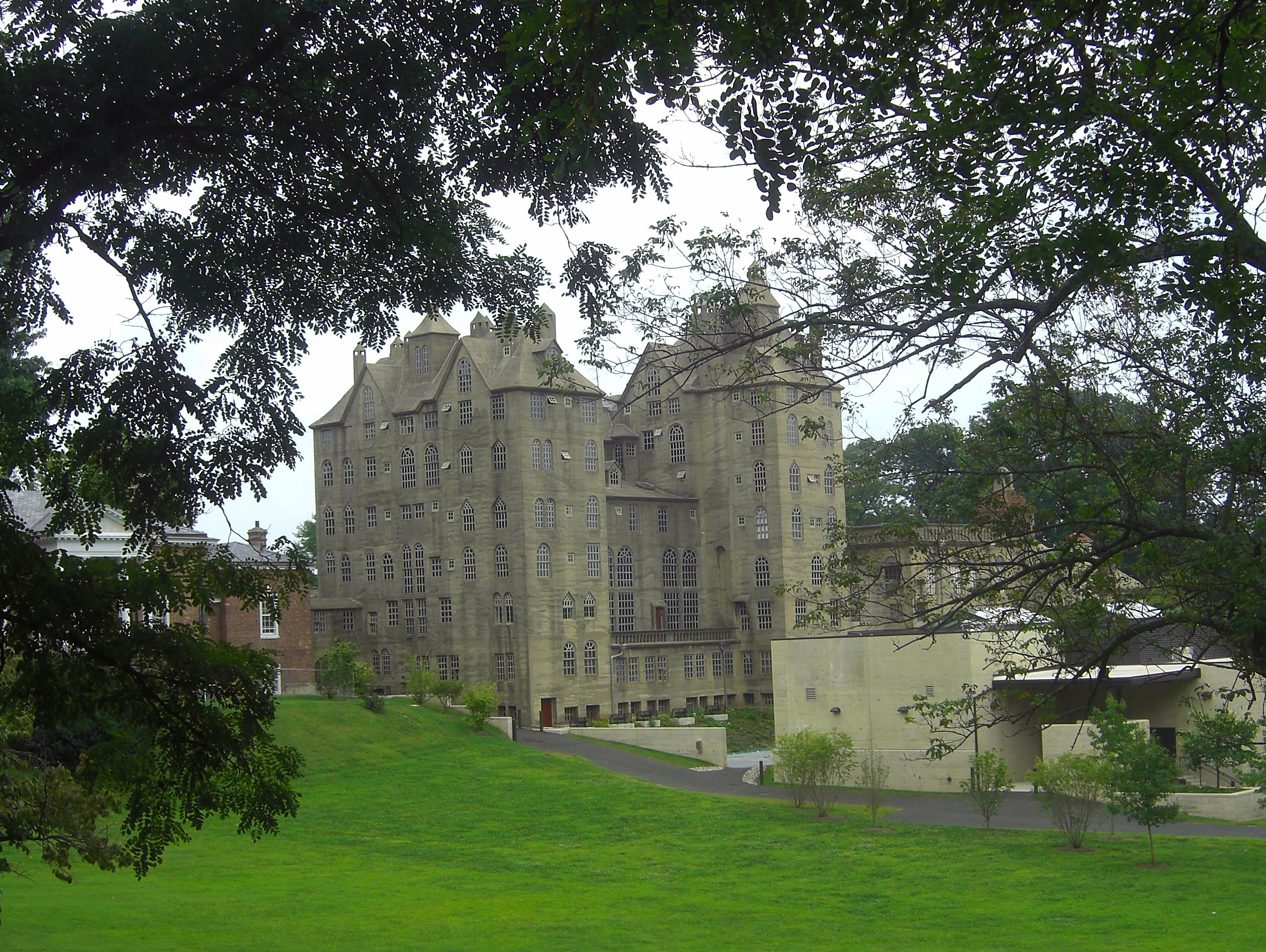
Mercer Museum in Doylestown

## Biographie

### Familie
Er wurde als erstes Kind von Mary Rebecca Chapman (10. Februar 1831 – 27. Oktober 1903), und William Robert Mercer Sr. (2. März 1827 – 4. September 1917), einem Marineoffizier, geboren. Er hatte eine Schwester Elizabeth Lela Mercer (1858–1919). und einen Bruder William Robert Mercer Jr. (1862–1939).

### Leben
Henry Mercer wurde 1856 in Doylestown geboren. Von 1875 bis 1879 studierte er an der Harvard University und erhielt einen Abschluss in liberal arts (Geisteswissenschaften). Im Jahr 1880 gehörte der 23-jährige Henry Mercer zu den Gründern der Bucks County Historical Society. Von 1880 bis 1881 studierte er Rechtswissenschaften an der University of Pennsylvania und arbeitete zeitgleich in einer Anwaltskanzlei, ein damals üblicher Weg zum Anwaltsberuf.
Obwohl er 1881 die Zulassung als Anwalt erhielt, übte er diesen Beruf nie aus. Stattdessen unternahm er von 1881 bis 1889 ausgedehnte Reisen durch Frankreich und Deutschland. 1894 wurde er zum Kurator für amerikanische und prähistorische Archäologie am Museum der University of Pennsylvania ernannt und 1895 in die American Philosophical Society gewählt. Als er Ende der 1890er Jahre seine Stelle am Museum aufgab, widmete sich Mercer der Suche nach alten amerikanischen Artefakten und der Erforschung der Pennsylvania-deutschen Töpferkunst. Mercer war der Ansicht, dass die amerikanische Gesellschaft durch die Industrialisierung zerstört wurde, und er begann, alle Arten von Gerätschaften aus der Zeit der Besiedlung Amerikas durch die Europäer zu sammeln. Sie „geben uns einen frischen Blick auf die Vitalität des amerikanischen Anfangs“, schrieb er. „Zunächst illustrieren sie eine bescheidene Geschichte und entfalten nach und nach eine umfassendere Bedeutung, bis schließlich das Herz berührt wird.“ Er trug eine umfangreiche Sammlung zusammen, die heute das Herzstück des Mercer-Museums in Doylestown bildet, und erstellte eine aufwendige 13-teilige Taxonomie für Werkzeuge im weitesten Sinn.
Mercer gründete 1898 die Moravian Pottery and Tile Works, nachdem er bei einem Pennsylvania-deutschen Redware-Töpfer in die Lehre gegangen war. Das Fliesenwerk stellte handgefertigte Fliesen nach Mercers Originalentwürfen und nach von ihm adaptierten historischen Vorlagen her. Sie standen unter dem Einfluss der amerikanischen Arts and Crafts-Bewegung, die damals das amerikanische Design prägte. Von 1908 bis 1912 errichtete Mercer sein Wohnhaus Fonthill Castle, das auch seine umfangreiche Sammlung von Fliesen und Büchern beherbergt.
Für seine wachsende Sammlung von mehr als siebzehntausend Objekten entwarf und baute er zwischen 1913 und 1916 das Mercer Museum.
Mercer ist bekannt für seine Forschungen und Bücher über die Herstellung vor-industrieller Werkzeuge, seine Kreationen von Keramikfliesen sowie für seine Ingenieur- und Architekturarbeiten. Er gehörte zu den Paläontologen, die die Fossillagerstätten des Mittelpleistozäns im Valley Forge National Historical Park in Pennsylvania untersuchten. Er schrieb ausgiebig über seine Interessen, darunter Archäologie, frühe Werkzeugherstellung, deutsche Ofenplatten und Keramik. Mercer malte, zeichnete und schrieb Gedichte und Erzählungen.
Er starb an der Bright-Krankheit und Myokarditis.